# Sumbawa
Ne doit pas être confondu avec Sumba (Indonésie).
Pour les articles homonymes, voir Sumbawa (homonymie).
Sumbawa est une île d'Indonésie dans la province des Petites îles de la Sonde occidentales, située à 13,8 km à l'est de Lombok et à 20,3 km à l'ouest de Komodo dans les Petites îles de la Sonde. Cette île est baignée par plusieurs mers : la mer de Bali à l'ouest, la mer de Florès au nord, la mer de Savu à l'est et l'océan Indien au sud.
L'île marque la limite orientale de la partie de l'Indonésie qui a adopté des modèles culturels indiens.
Elle est entrée tragiquement dans l'histoire en avril 1815 avec l'éruption qualifiée de méga-colossale du volcan Tambora, la plus meurtrière jamais connue, qui a eu des répercussions climatiques planétaires.
Sa superficie est de 15 448 km2, soit trois fois la taille de Lombok, et sa population d'environ 1,3 million d'habitants.
Sumbawa est divisées en 4 kabupaten (départements) et une kota (ville), soit d'ouest en est :
- Sumbawa ;
- Sumbawa occidental ;
- Dompu ;
- Bima ;
- kota de Bima.

Ces subdivisions correspondent à d'anciens sultanats.

## Histoire

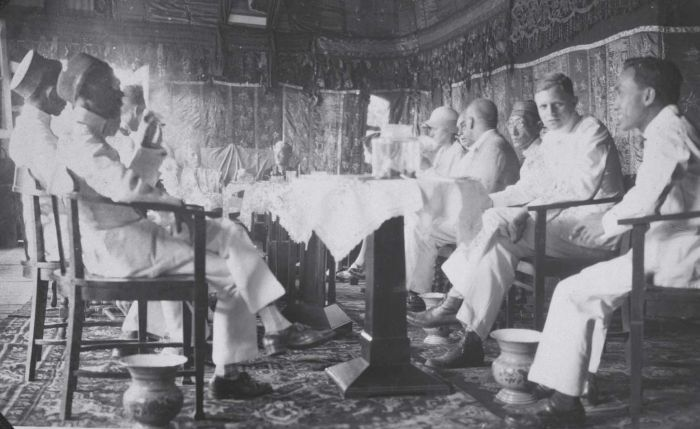
Visite du prince héritier de Belgique au sultan de Bima (vers 1930)

Le Nagarakertagama, poème épique écrit en 1365 sous le règne du roi Hayam Wuruk de Majapahit dans l'est de Java, mentionne le nom de quatre principautés de l'île de Sumbawa tributaires du royaume, parmi lesquelles « Bhima » et « Dompo ».
Des textes attestent que Bima dans l'est de l'île est, au moins depuis le XIVe siècle , un relais sur la route maritime reliant les royaumes de l'ouest de l'archipel indonésien, d'une part vers les Moluques productrices d'épices comme le clou de girofle et la noix de muscade au nord, d'autre part vers l'île de Timor, qui produisait le bois de santal, à l'est.
L'île donne son nom au combava (Citrus histix), un agrume parfumé qui en serait originaire.
Au XVIIe siècle, Bima est annexé par le royaume de Gowa dans le sud de Sulawesi. Son roi se convertit à l'islam.
Les Hollandais arrivent à Sumbawa en 1605, mais n'en prennent vraiment le contrôle qu'au début du XXe siècle.
Durant les XIXe et XXe siècles, la cour de Bima, originaire de Makassar dans le sud de Sulawesi, tient un journal écrit en malais.
L'éruption du volcan Tambora en 1815 anéantit les petits royaumes de Tambora et Pekat situés dans la péninsule de Sanggar. Le sultanat de Bima, qui occupe la partie orientale de l'île, perd plusieurs milliers d'habitants, tués par l'éruption ou émigrant vers d'autres îles moins affectées. Il faudra plusieurs décennies pour repeupler la région.
Sumbawa est un certain temps vassale du royaume balinais de Gelgel.

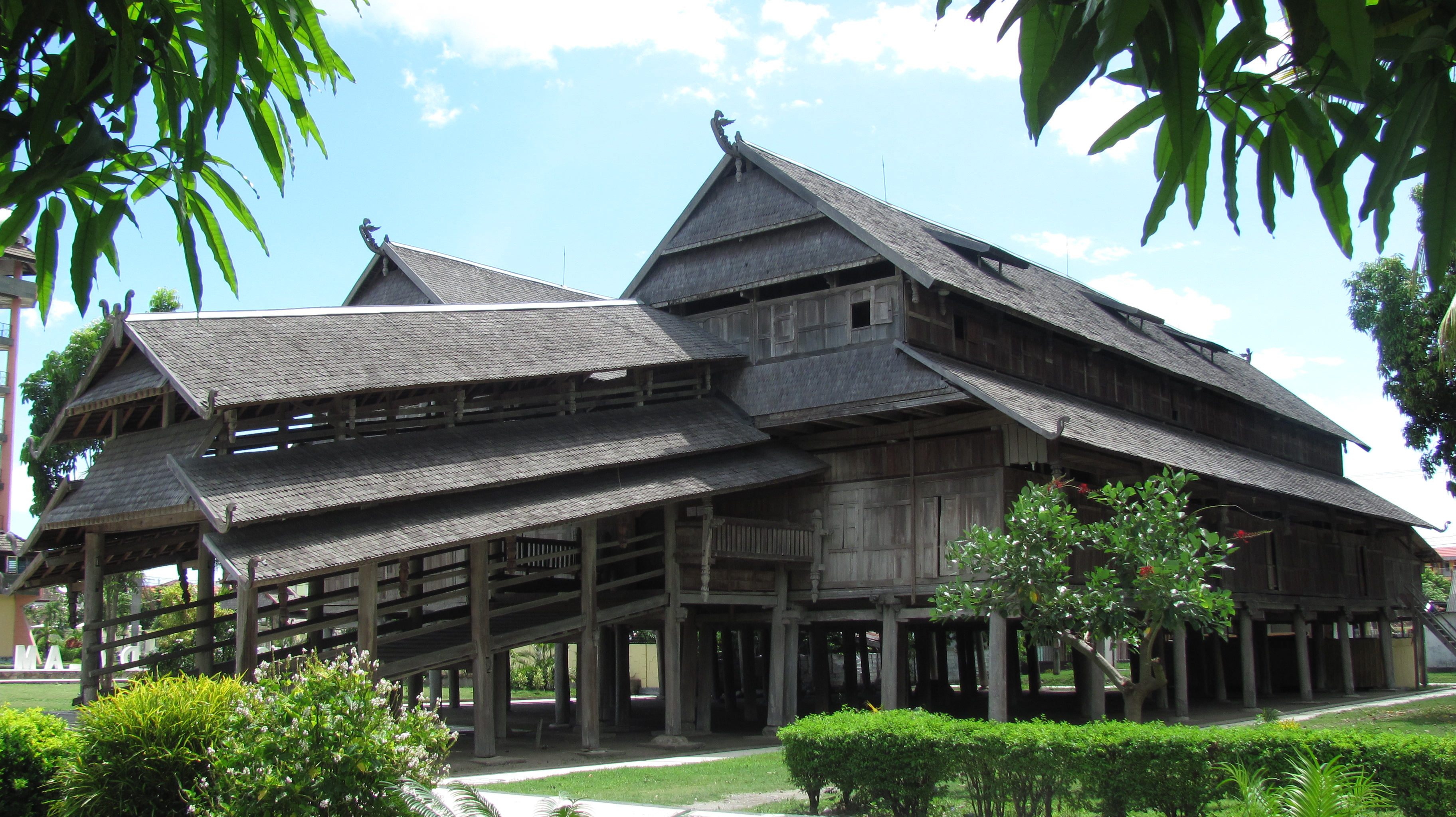
Le Dalam Loka, palais des sultans de Sumbawa

Le sultanat de Sumbawa occupe la partie occidentale de l'île. Le palais des sultans ou Dalam Loka (« palais du monde ») se trouve sur l'île de Pulau Panjang. Il fut construit en 1885 par le sultan Jalashuddin.

## Le Tambora
Sumbawa est située sur la ceinture de feu du Pacifique. C'est une île volcanique prolongée au nord par la péninsule de Sanggar au centre de laquelle se trouve la gigantesque caldeira du Tambora (8° 14′ 41″ S, 117° 59′ 35″ E). Jusqu'en 1815, à sa place se trouvait le cône d'un immense stratovolcan de plus de 4 000 m, avec un diamètre au niveau de la mer d'environ 60 km. L'éruption du 10 avril 1815 a été la plus violente et la plus meurtrière de l'histoire. Cotée à 7 sur l'échelle d'explosivité volcanique qui en compte 8, elle a formé une caldeira de près de 6 km de diamètre et 1 110 m de profondeur, et est la plus destructrice de l'histoire moderne, plus violente même que celle du Krakatoa en 1883. Elle tua, directement et indirectement (principalement du fait des famines et maladies) plus de 100 000 personnes. Elle envoya plus de 100 kilomètres cubes de cendres dans la haute atmosphère (soit 7 fois plus que le Krakatoa), faisant de 1816 l'« année sans été »,. À la place de l'édifice volcanique, pulvérisé, l'éruption a laissé une immense caldeira. Elle a entraîné également la disparition d'une culture unique que les archéologues appellent « Tambora ».

## Population
On parle deux langues distinctes à Sumbawa.
L'une, le sumbawa, est parlée dans la partie ouest de l'île, dans la région de Sumbawa Besar (« grande Sumbawa »), capitale du kabupaten de Sumbawa, qui correspond à l'ancien sultanat de Sumbawa. Elle appartient au groupe malayo-sumbawien de la branche malayo-polynésienne des langues austronésiennes.
L'autre, le bima, est parlée dans l'est de l'île, dans le kabupaten de Bima, qui correspond à l'ancien sultanat de Bima. Elle appartient au sous-groupe bima-sumba du groupe central-oriental de la branche malayo-polynésienne des langues austronésiennes.

## Culture et tourisme
Sumbawa est une île volcanique au relief accidenté avec des vallées fertiles. Elle possède de belles plages de sable blanc et des vagues qui attirent les surfeurs. Les spots les plus renommés sont l'île de Bungin et le sud du kabupaten de Dompu, notamment la plage de Hu'u.
Le tourisme culturel se concentre à Bima où l'ancien palais des sultans, restauré, est aujourd'hui un musée.

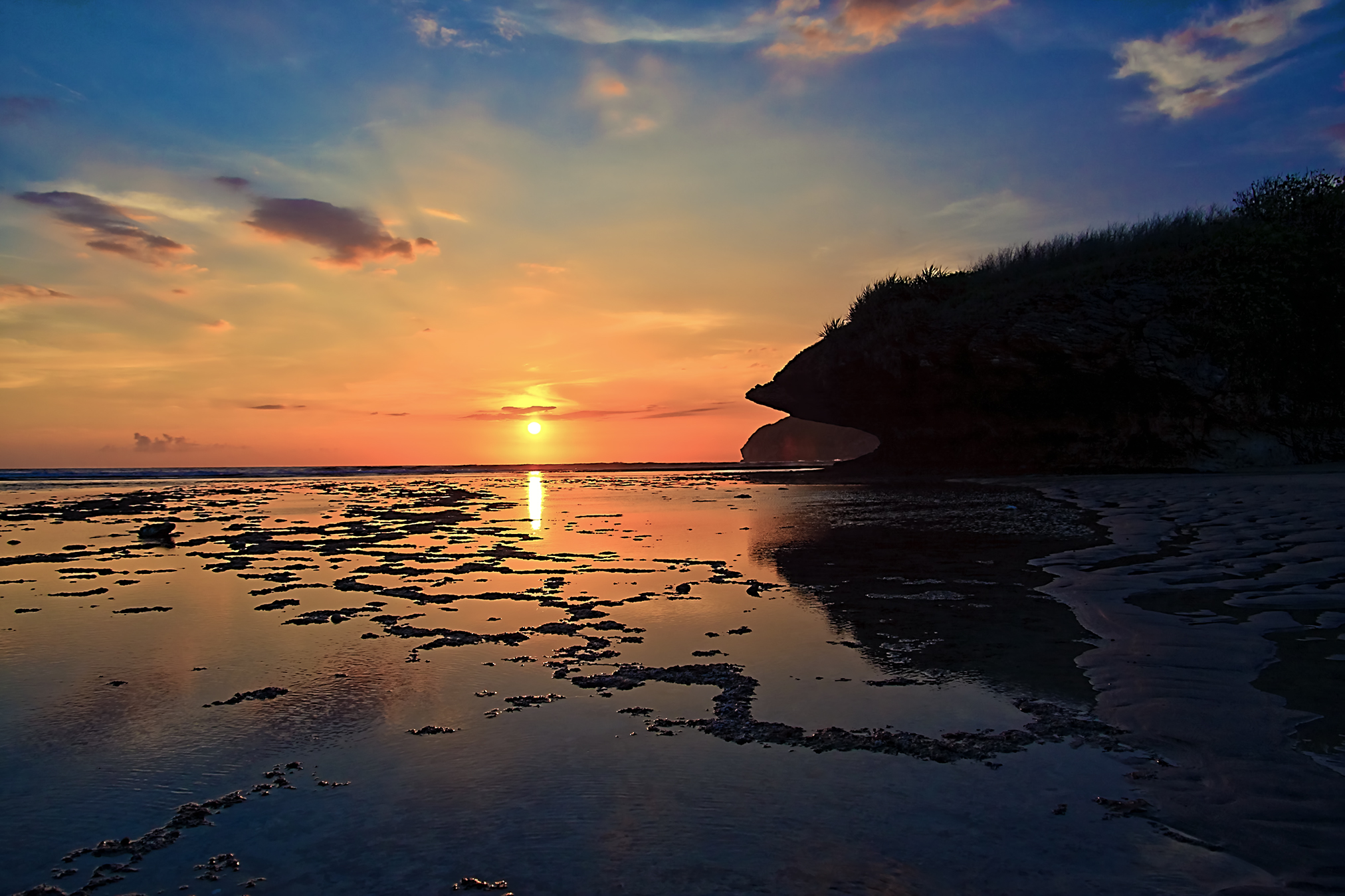
Coucher de soleil sur la plage de Sekongkang à Sumbawa

Le gouvernement local souhaite développer l'écotourisme, notamment avec le parc national de Tambora pour la randonnée et le parc national marin de Moyo, situé au nord de la ville de Sumbawa Besar. Il comprend notamment l'île de Moyo proprement dite et l'île de Medang. Il possède des récifs de coraux et est une belle destination pour la plongée. La baie de Saleh abrite une population de requins baleines qui, lors des nouvelles lunes, remontent vers la surface attirés par les lumières des bateaux-plateformes des pêcheurs. Il est alors possible de les observer ainsi que de nager avec eux, forme d'écotourisme que le gouvernement local souhaite développer.